# Sabaria intexta
Sabaria intexta är en fjärilsart som beskrevs av Swinhoe 1891. Sabaria intexta ingår i släktet Sabaria och familjen mätare. Inga underarter finns listade.